# ولیکی اوستیوگ
شهر ولیکی اوستیوگ (به روسی: Великий Устюг) در کشور روسیه و در اوبلاست ولوگدا واقع شده‌است.